# أماكننا الممنوعة
أماكننا الممنوعة (بالفرنسية: Nos lieux interdits)‏ هو فيلم وثائقي صدرَ عام 2008.

## ملخص الفيلم
أطلقَ ملك المغرب في عام 2004 هيئة الإنصاف والمصالحة للتحقيق في العنف الذي مارسته الدولة خلال سنوات الرصاص. يتحدث الفيلم عن قصة أربع عائلات يُحاولن البحث عن الحقيقة لمدة ثلاث سنوات بما في ذلك عائلة ناشط حقوقي وجندي شاب ثم مواطن بسيط. كل هؤلاء قد سُجنوا لأسباب مختلفة وفي أجزاء متفرقة من المغرب. يُحاول كل واحدٌ منهم أن يكتشف سبب سجنه ومعاناته طوال كل تلك الفترة. بعد أربعين سنة؛ تكشف الدولة عن سرّ مهم وهو سجن سرّي قبع فيه معظم النشطاء والمُعارضين. تشعرُ العائلات الأربع بالحاجة إلى إعادة بناء التاريخ واستعادة ذويهم قبل مرور المزيد من الوقت.

## الجوائز
- الجائزة الأفريقية للسينما والتلفزيون عام 2009

## وصلات خارجية
- أماكننا الممنوعة على موقع IMDb (الإنجليزية)
- أماكننا الممنوعة على موقع نتفليكس (الإنجليزية)
- أماكننا الممنوعة على موقع ألو سيني (الفرنسية)
- أماكننا الممنوعة على موقع Turner Classic Movies (الإنجليزية)
- أماكننا الممنوعة على موقع أول موفي (الإنجليزية)
- أماكننا الممنوعة على موقع فيلمافينيتي (الإسبانية)
- أماكننا الممنوعة على موقع قاعدة بيانات الفيلم (الإنجليزية)
- أماكننا الممنوعة على موقع ليتربوكسد (الإنجليزية)

- مهرجان السينما الإفريقية في قرطبة (رخصة CC BY-SA)